# Shortia siccula
Shortia siccula är en stekelart som beskrevs av Ian D. Gauld 1984. Shortia siccula ingår i släktet Shortia och familjen brokparasitsteklar. Inga underarter finns listade i Catalogue of Life.